# Alpine Surfer
Alpine Surfer (アルパインサーファー?, Arupain Sāfā) è un videogioco arcade sportivo di snowboarding, primo e unico spin-off della serie sciistica di Alpine Racer, pubblicato da Namco nel 1996. 
Come i predecessori, si basa sulla scheda madre Namco System 22 e ha un cabinato dotato di una pedana analogica che in questo caso simula lo snowboard.

## Modalità di gioco
Il suo gameplay è simile ai primi due capitoli della serie, con due sole eccezioni: mediante la tavola si compiono in pista delle acrobazie su delle rampe artificiali, oppure si scivola appoggiandosi su delle ringhiere. Inoltre, la pedana del cabinato riproduce la punta di una vera tavola da snowboard, che può dondolare quando il giocatore ci sta sopra in piedi. L'unica barra su cui si appoggiano le mani, mentre si applica il peso del proprio corpo sulla pedana, stavolta è fissa orizzontalmente all'altezza del torace della persona e ricurva attorno alla postazione.